# QF 13ポンド砲

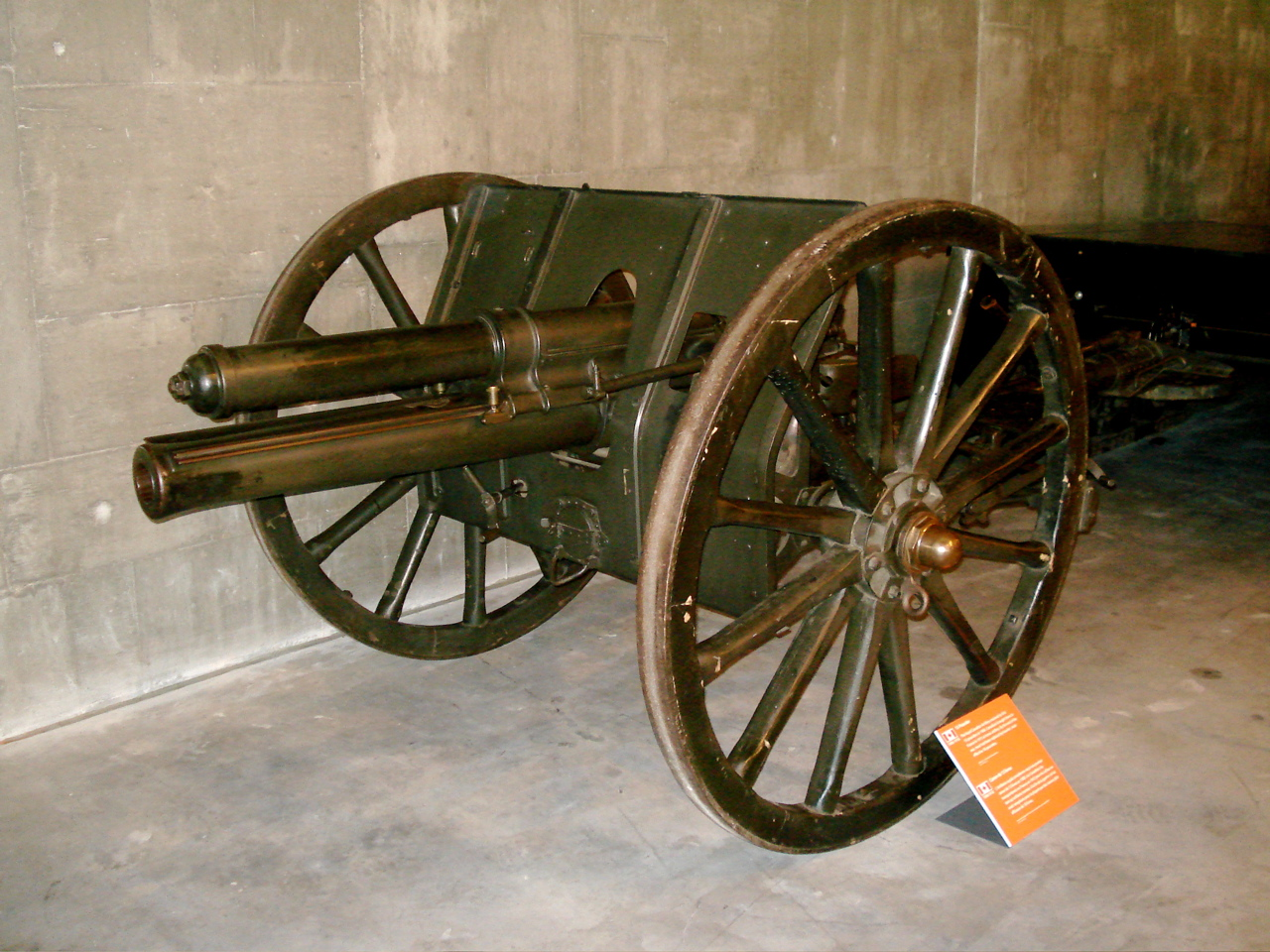
QF 13ポンド砲

オードナンス QF 13ポンド砲（Ordnance QF 13-pounder）とは、1904年にイギリス陸軍が採用した軽野砲（騎兵砲）である。QFはquick-firingの略で速射砲を意味する。

## 概要
QF 13ポンド砲はBL 12ポンド 6cwt砲やQF 15ポンド砲の後継としてボーア戦争の戦訓を取り入れて開発され、1904年に王立騎馬砲兵（Royal Horse Artillery）が制式採用し騎兵師団の騎馬砲兵隊に配備された。
13ポンド砲の全体的な形状はほぼ同時期に歩兵師団向けに設計されたQF 18ポンド砲Mk.Iとほぼ同じであり、駐退復座機もバネ復座式のものが砲身上部に設置されているが、口径は84mmから76.2mmに縮小されている。砲弾は当初は榴散弾のみであったが、後には榴弾も供給されている。
第一次世界大戦では、初期のドイツ軍のベルギー・フランス侵攻阻止作戦においては機動力を活かすことができたが、1914年末ごろから西部戦線が塹壕戦に移行し戦線が膠着状態に陥ると、発揮できない機動力は意味が無く小口径ゆえの威力の低さだけが目立つようになったため、騎馬砲兵の装備はすべてQF 18ポンド砲に更新され、残存の13ポンド砲の砲身は高仰角をとれる対空砲架に搭載されたQF 13ポンド 6cwt高射砲に改修された。
上記のように戦闘用としては早期に退役させられたが、現在でもイギリス陸軍では王立騎馬砲兵国王中隊（King's Troop, Royal Horse Artillery）が礼砲射撃用に数門を保有している。
現代では兵器としては使用されなくなったが、儀礼用としては重要な用途があり女王を初めとする王室関係者や首相経験者などの国葬で棺を乗せる馬車として使用されている。

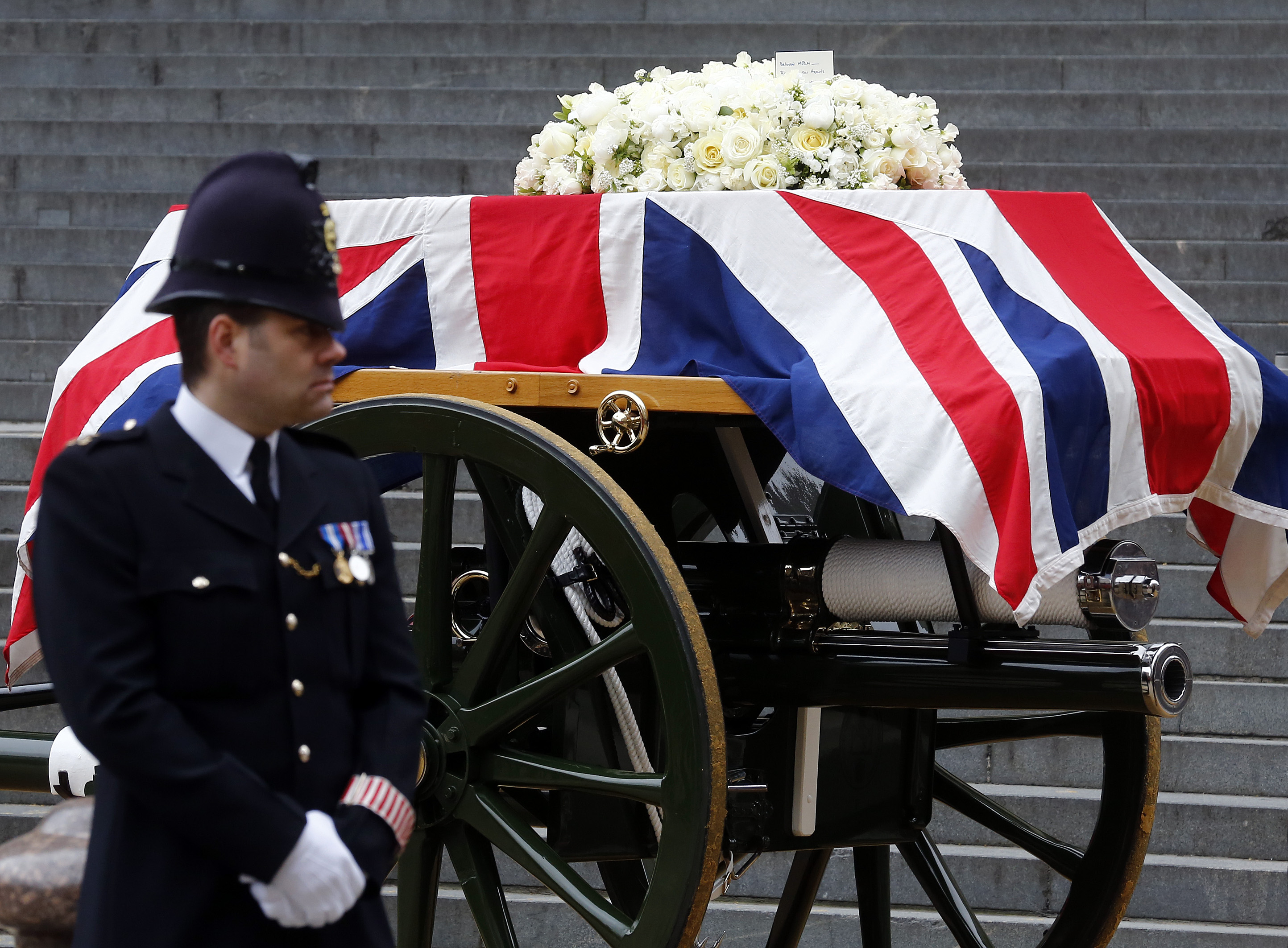
マーガレット・サッチャーの葬儀で棺を乗せた砲

## スペック
- 口径：76.2mm
- 全長：m
- 全幅：m
- 重量：1,014kg
- 砲身長：1,861mm（口径）
- 仰俯角：-5°~+16°
- 左右旋回角：8°
- 運用要員：9名
- 発射速度：発/分（最大）
- 射程：5,390m
- 運用期間：1904年~現在
- 生産総数：416門